# Hemerobius lii
Hemerobius lii är en insektsart som beskrevs av C.-k. Yang 1981. Hemerobius lii ingår i släktet Hemerobius och familjen florsländor. Inga underarter finns listade i Catalogue of Life.